# Disque polyvalent multicouche

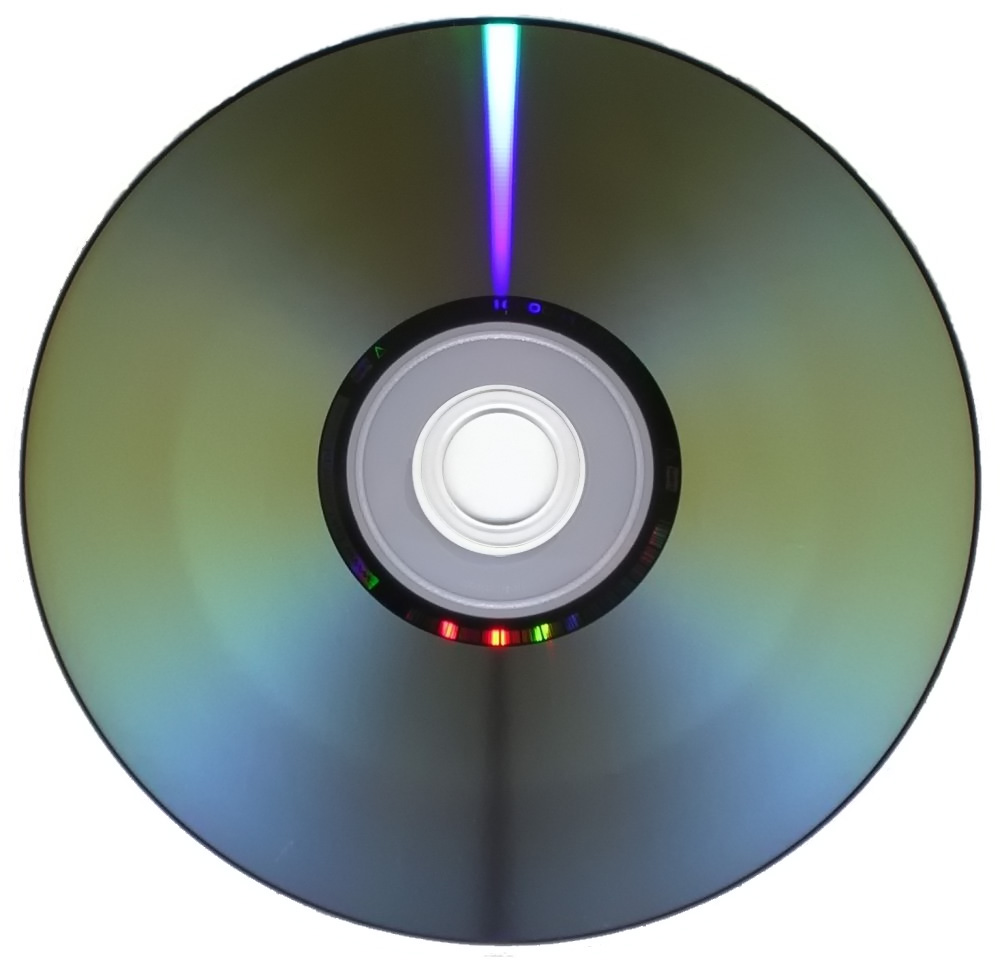
Face inférieure du DVD-R.

Le VMD ou Versatile Multilayer Disc ou HD-VMD est un format de disque optique succédant à l'EVD, conçu par NME. Son utilisation première est le stockage de films haute définition.
Les VMD sont gravés avec un laser rouge comme le CD, à l'opposé du HD DVD et du Blu-ray, et ce afin de diminuer son prix. Sa capacité varie de 20 à 48 Go.
Les spécialistes doutent de sa capacité à s'imposer dans un environnement dominé par la « guerre » entre HD DVD et Blu-ray. En fait, l'arrivée d'un troisième support est perçue comme une mauvaise nouvelle par tous ceux qui plaident pour la mise en place d'un standard.
En février 2008, Sony remporte la guerre des formats, mettant encore plus en péril le potentiel du VMD.